# Пам'ятники Борисполя
У місті Борисполі (райцентр на Київщині, східне передмістя Києва) встановлено низку пам'ятників і пам'ятних знаків.

## Пам'ятники Борисполя
| Назва                                                                                       | Дата встановлення | Розташування                                                                                          | Фото | Короткі відомості |
| Жертвам Голодомору 1932—1933 рр.                                                            | 2011              | Книшовий меморіально-парковий комплекс                                                                |      | Був відкритий 16 вересня 2011 року напередодні Дня Міста. |
| Жертв Голодомору 1932—1933 рр., меморіал                                                    | 2008              | на трасі «Київ-Харків», біля повороту на Міжнародний аеропорт «Бориспіль» (територіально в селі Гора) |      | Меморіал пам'яті жертв Голодомору 1932—1933 років в селі Гора Бориспільського району було урочисто за участі Президента України В. А. Ющенка відкрито 26 листопада 2008 року (День пам'яті жертв голодомору та політичних репресій). Центральне місце меморіалу посідає скульптурна композиція «Жнива 1932-го». Автори меморіалу — заслужений художник України Микола Олійник, заслужений архітектор України Руслан Кухаренко, архітектори Ілля Мельников та Юрій Біляков. |
| Воїнам-інтернаціоналістам, Пам'ятник воїнам-землякам, які загинули під час афганської війни | 2012              | на вулиці Київський шлях                                                                              |      | |
| Ліквідаторам аварії на ЧАЕС,меморіал                                                        | 2011              | Книшовий меморіально-парковий комплекс                                                                |      | Відкритий 26 квітня 2011 року. |
| Чубинського Павла, бюст                                                                     | 2001              | неподалік будинку Бориспільського державного історичного музею на вулиці Київський шлях               |      | Пам'ятник-погруддя видатного народознавця, етнографа, громадського діяча, автора слів гімну «Ще не вмерла Україна», що народився 27 січня 1839 року на хуторі поблизу Борисполя, встановлено в день десятої річниці проголошення незалежності України (24 серпня 2001 року). Автор — скульптор Ю. Марченко. |
| Шевченку Тарасу, пам'ятний знак                                                             | 1994              | біля Свято-Покровського собору на трасі «Київ-Харків» на розвилці з дорогою на Переяслав              |      | Пам'ятний знак встановлено на честь перебування славетного поета Т. Г. Шевченка в Борисполі. Тут, на «Петрусевій леваді», він зупинявся, проїжджаючи через Бориспіль у 1843—47 роках. Пам'ятний знак відкрито на День Незалежності (24 серпня) 1994 року. Автори — О. Скобліков, Є. Скоблікова, Ю. Новохацько, І. В. Моліт, В. Мохнієнко. |
| Шолом-Алейхема, камінь під пам'ятний знак                                                   | 2009              | у Міському парку                                                                                      |      | 26 березня 2009 року в місті з нагоди відзначення 150-річниці від дня народження класика єврейської літератури Шолом-Алейхема відбулося урочисте відкриття символічного каменю під пам'ятний знак письменнику. |
| на честь захисників Вітчизни, страчених у 1941 році німецькими окупантами, меморіал         | 2012              | Книшовий меморіально-парковий комплекс                                                                |      | 22 червня 2011 року за участі тодішнього Президента України В. Януковича останки майже 500 захисників Вітчизни, знайдені у квітні під Борисполем, були перепоховані у братських могилах на Книшовому меморіальному парковому комплексі. 23 серпня 2012 року тут було відкрито меморіал. |
| Заслуженому майстру народної творчості, різьбяру по дереву П. П. Верні, пам'ятник           | 2013              | територія Бориспільського державного історичного музею                                                |      | 23 серпня 2013 року у місті Борисполі було відкрито пам'ятник різьбяру по дереву Петру Верні. |
| Героям Небесної Сотні, меморіал                                                             | 2014              | площа Героїв Небесної Сотні                                                                           |      | Меморіал створено з ініціативи і на кошти політичної партії "УДАР". |

## Колишні
| Назва                                   | Дата встановлення | Розташування | Фото | Короткі відомості |
| Леніну Володимиру                       |                   | демонтований, знаходився перед будівлею Бориспільської міськради (вул. Київський шлях, 72), пізніше - на вул. Радянській |      | Пам'ятник російському і радянському державному діячеві, одному з творців тоталітарної комуністичної системи Леніну в Борисполі перенесли з сучасного місця розташування (перед міськрадою), в тому числі і через постійні акти вандалізму, 19 серпня 2011 року попри протести незначного числа, переважно літніх, бориспільців. Демонтований 21 лютого 2014 року. |
| Алея Героїв, меморіальна галерея бюстів | 1991              | у Міському парку |      | Меморіал пам'яті Героїв Радянського Союзу — бориспільців Ю. М. Головатого, В. Ф. Шкіля, Р. С. Павловського, І. Х. Кравченка з Гнідина, І. І. Братуся з Рогозова, М. І. Стасюка з Великої Стариці, М. П. Прудкого з Дударкова та І. Д. Кудрі з Салькова. Демонтована 21 вересня 2022 року                                                                          |
| Слави, меморіал                         | 1975              | у Міському парку |      | Солдатам, які загинули в Радянсько-німецькій війни. Скульптор Б. Ф. Никончук, архітектор О. К. Стукалов Демонтований 26 вересня 2022 року |

## Виноски
1. ↑  http://www.borinfo.com.ua/boryspil-products-news-2011-09-293-3/ [Архівовано 27 квітня 2012 у Wayback Machine.] «І Богу свічка, і чорту кочерга»?
2. ↑  Ющенко відкрив у Київській області пам'ятник жертвам Голодомору[недоступне посилання з липня 2019] // інф. за 26 листопада 2008 року від www.novynar.com.ua (Новинар. Останні новини України та світу.) [Архівовано 19 вересня 2009 у Wayback Machine.]
3. ↑  новина про відкриття  + відео[недоступне посилання](укр.)(рос.)[недоступне посилання з липня 2019] // сюжет за 27 листопада 2008 року телеканалу СТБ
4. ↑  Меморіал пам’яті жертв Голодомору // опис на УНІАН
5. ↑  витяги з книги Йови Н., Гойди Т. Історія рідного краю. Бориспільщина.[недоступне посилання з липня 2019] на Офіційний сайт Бориспільської міської ради [Архівовано 6 квітня 2009 у Wayback Machine.]
6. ↑  Бориспіль // Екскурсійні об'єкти Київщини. Архів оригіналу за 29 березня 2009. Процитовано 25 вересня 2009.
7. ↑  Відзначення 150-річниці від дня народження Шолом-Алейхема[недоступне посилання з липня 2019] на Офіційний сайт Бориспільської міської ради [Архівовано 6 квітня 2009 у Wayback Machine.]
8. ↑  Пам’ятник В.Леніну у Борисполі перенесуть. Куди — вирішать на громадських слуханнях [Архівовано 13 січня 2014 у Wayback Machine.] // повідомл. кореспондента газ. «Вісті» Ю. Лисиці на Офіційний сайт Бориспільської міської ради [Архівовано 6 квітня 2009 у Wayback Machine.]
9. ↑  Білкей Володимир У Борисполі Леніну начепили на голову стілець, а у Херсоні йому дали по руках [Архівовано 2 червня 2013 у Wayback Machine.] // повідомл. газета «Вісті» [Архівовано 2 червня 2013 у Wayback Machine.]
10. ↑  Лисиця Юлія Комуністи захищали пам’ятник Леніну [Архівовано 2 червня 2013 у Wayback Machine.] // повідомл. газ. «Вісті» [Архівовано 2 червня 2013 у Wayback Machine.]
11. ↑  У Борисполі зняли Леніна. Архів оригіналу за 20 лютого 2017. Процитовано 19 серпня 2011.
12. ↑  https://tvoemisto.tv/news/u_boryspoli_demontuvaly_aleyu_pogrud_radyanskyh_geroiv_137542.html
13. ↑  https://i-visti.com/news/12093-v-borispol-vdbuvsya-demontazh-voyina-memoralu-slavi-pd-chas-robt-vdletla-golova-pamyatnika-chi-bude-restavracya.html#:~:text=20%20вересня%20демонтували%20погруддя%20Героїв,«відламалася»%20під%20час%20демонтажу.